# 서귀포학생문화원도서관
서귀포도서관은 제주특별자치도 서귀포시 중앙로150번길 4-1에 있는 공공도서관이다.

## 연혁
- 1964년 현재의 서귀포시 서귀동 지역에 '남제주군립도서관'으로 개관하였다.
- 1981년 남제주군 서귀읍과 중문면을 관할로 하는 서귀포시가 설치되면서 '서귀포시립도서관'으로 개칭하였다.
- 1991년 '지방교육자치에 관한 법률' 시행에 따라 시립에서 도립으로 전환되어 '서귀포도서관'으로 개칭하였다.
- 1994년 현 위치로 이전하였다.
- 1996년 서귀포학생문화원과 통합하면서 '서귀포학생문화원도서관'으로 개칭하였다.
- 2019년 제주특별자치도교육청 행정기구 설치조례 개정으로 '서귀포도서관'으로 기관 신설하였다.
- 2023년 제주특별자치도교육청 행정기구 설치조례 개정으로 제주도서관으로 기관 통합되었다.

## 현황

### 소장 자 료
2025년 7월 현재 도서는 총 208,580권, 비도서 자료는 5,010점을 소장하고 있다.

### 시설
도서관 건물은 지하 1층, 지상 2층 규모로 자료실 및 편의시설 배치는 다음과 같다.
- 지하 1층 : 보존자료실, 전기실
- 1층 : 종합자료실, 어린이자료실
- 2층 : 학습실, 휴게실, 평생교육실, 독서활동실, 향토자료실, 문서고

### 이 용 안 내
- 종합자료실 : 평일(화 ~ 금 ) 9:00 ~ 22:00, 토·일요일 09:00 ~ 18:00
- 어린이자료실 : 평일(화 ~ 금 ) 9:00 ~ 20:00, 토·일요일 09:00 ~ 18:00
- 학습실 : 08:00 ~ 22:00
- 휴관일 : 월요일, 공휴일, 12월 31일

### 회원 자격
- 전국민
- 책이음서비스 회원

### 자료 대출 규정
- 대출자격 : 회원증을 소지한 본인에 한해 도서 대출
- 대출권수 : 1인 10권
- 대출기한 : 15일